# جلیل انیبابا
جلیل انیبابا (انگلیسی: Jalil Anibaba؛ زادهٔ ۱۹ اکتبر ۱۹۸۸) بازیکن فوتبال اهل ایالات متحده آمریکا است.
از باشگاه‌هایی که در آن بازی کرده‌است می‌توان به باشگاه فوتبال نشویل، باشگاه فوتبال اسپورتینگ کانزاس‌سیتی، باشگاه فوتبال هیوستون دینامو، باشگاه فوتبال نیوانگلند رولوشن، باشگاه فوتبال سیاتل ساندرز، و باشگاه فوتبال شیکاگو فایر اشاره کرد.
وی همچنین در تیم‌های ملی فوتبال United States men's national under-18 soccer team و United States men's national under-20 soccer team بازی کرده‌است.